# 獅子座85
獅子座85，又名BD+16 2266，HD 99902、SAO 99629、HR 4426，是獅子座的一颗恒星，视星等为5.74，位于銀經240.45，銀緯67.7，其B1900.0坐标为赤經11h 24m 29.3s，赤緯+15° 67.7′ 56″。